# Xiuhtezcatl Martinez

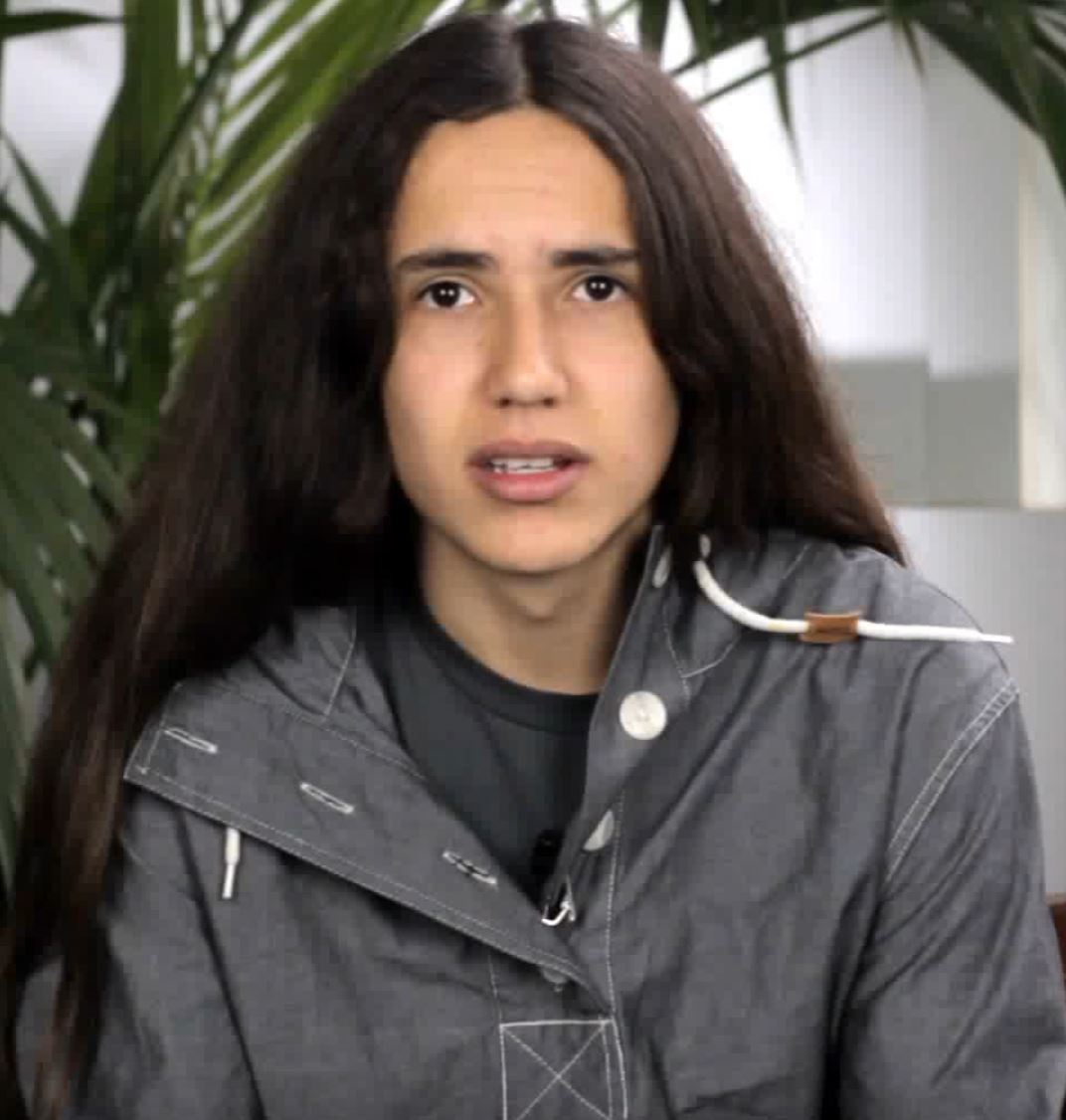
Xiuhtezcatl Martinez 2016

Xiuhtezcatl Martinez (auch: Xiuhtezcatl Roske-Martinez, ʃuːˈ tɛzkɔːt; * 9. Mai 2000 in Colorado) ist ein US-amerikanischer Umweltaktivist und Hip-Hop-Künstler. Martinez ist Youth Director der Umweltschutzorganisation Earth Guardians.
Martinez hat Vorträge vor vielen Menschen gehalten über den Effekt von fossilen Brennstoffen auf die Indigenen und andere Randgruppen. Außerdem hat er schon mehrfach vor den Vereinten Nationen gesprochen, er erlangte Popularität aufgrund einer Rede 2015 bei der Generalversammlung der Vereinten Nationen in Englisch, Spanisch und seiner Muttersprache Nahuatl.
Martinez ist auch einer der 21 Kläger der Anklage Juliana v. United States, eines Prozesses, der gegen die US-Regierung angestrengt wurde, um Maßnahmen gegen die Globale Erwärmung zu fordern. Das Verfahren wurde 2015 eröffnet, ein Bundesgericht wies im November 2016 einen Antrag der Regierung zurück, den Fall abzuweisen. Martinez ist ebenfalls einer von sieben Klägern im Prozess Martinez v. Colorado Oil and Gas Conservation Commission; dieser Prozess verfolgt auf bundesstaatlicher Ebene vergleichbare Ziele wie Juliana v. United States.

## Familie
Martinez wurde in Colorado geboren, zog in seiner Kindheit jedoch mit seiner Familie nach Mexiko. 2019 lebte er mit seiner Familie in Boulder, Colorado. Seine Mutter, Tamara Roske, war eine Mitbegründerin des Earth Guardian Community Resource Center, einer Hochschule in Maui, Hawaii. Roske arbeitet als Executive Director der Earth Guardians. Martinez hat zwei jüngere Geschwister, die Schwester Tonantzin und den Bruder Itzcuauhtli. Sein Vater, Siri Martinez, hat aztekische Vorfahren. Er hat seine Kinder in der Tradition des Mexica-Volkes aufgezogen. Seine Familie gab die traditionelle Vorstellung weiter, dass ein Individuum immer Teil eines größeren Ganzen ist und dass es eine Verbindung zwischen allen Aspekten der natürlichen Welt gibt. Daher betrachtet Martinez einen Missbrauch der Natur als „das Auseinanderreißen eines zerbrechlichen und Ehrfurcht gebietenden Systems“ („the tearing apart of a fragile and revered system“).

## Aktivismus
Schon in jungen Jahren hielt Martinez drei Vorträge bei TED-Konferenzen, er wurde eingeladen, vor den Vereinten Nationen über Umweltpolitik zu sprechen. Im Juni 2015, im Alter von 15 Jahren, sprach er auf Englisch, Spanisch und Nahuatl vor der Generalversammlung der UN über den Klimawandel. Martinez drang auf sofortige Maßnahmen zum Klimaschutz: „What’s at stake right now is the existence of my generation.“ („Was im Moment auf dem Spiel steht, ist die Existenz meiner Generation.“)
Im selben Jahr nahm er mit zahlreichen anderen jungen Musikern aus aller Welt an einem Wettbewerb mit selbst-produzierter Musik teil „to inspire the negotiations“ (um die Verhandlungen zu inspirieren) bei der United Nations Framework Convention on Climate Change. Martinez’ Auswahl „Speak for the Trees“ wurde als Jury Award Winner ausgezeichnet.
Martinez betont, dass Bildung für junge Menschen ein Schlüsselelement der Bewegung für signifikante soziale und umweltrelevante Veränderungen ist: „Die Märsche auf den Straßen, die Veränderungen des Lebensstils waren noch nicht genug, deshalb muss etwas Drastisches geschehen. Die Veränderung, die wir brauchen, wird nicht von einem Politiker kommen, von einem Orang-Utan im Amt, es muss von etwas kommen, was schon immer ein Antrieb für Veränderung war: People Power, Macht der jungen Menschen.“ In einem Statement als Reaktion auf die Kritik an jungen Menschen, die exzessiv Technologien nutzen, sagte Martinez 2016 in einem Interview mit Bill Maher, dass Technologie auch Menschen zusammenbringt, um sich auf ein gemeinsames Thema zu konzentrieren: „Ich denke, es ist ein wichtiges Werkzeug, das wir haben, um Networking zu betreiben und uns untereinander zu verbinden. Social Media und Technologie ist entweder ein Fallstrick und eine Ablenkung für unsere Generation, oder ein machtvolles Werkzeug, welches wir nutzen können“ („I think it’s an important tool that we have for networking and connecting with people. Social media and technology – it’s either a downfall and distraction for our generation, or a powerful tool we can use“).

### Earth Guardians
Earth Guardians ist eine Umweltorganisation, die Martinez’ Mutter, Tamara Roske, 1992 als akkreditierte High School mit einem Schwerpunkt auf Umweltthemen gegründet hatte. Mit der Zeit wandelte sich die Schule in eine internationale Umweltschutzorganisation, zu deren Youth Director Martinez befördert wurde. Die Mission ist es, „Jugendliche zu inspirieren und zu trainieren, um wirkungsvolle Führer in den Umweltschutz-, Klima- und sozialen Gerechtigkeitsbewegungen zu werden. Durch die Kraft der Kunst, Musik und des Geschichtenerzählens, bürgerschaftliches Engagement und juristische Aktionen gestalten wir wirkungsvolle Lösungen für einige der kritischsten Themen, welchen wir als weltweite Gemeinschaft gegenüberstehen.“ („...inspire and train diverse youth to be effective leaders in the environmental, climate and social justice movements. Through the power of art, music, storytelling, civic engagement, and legal action, we’re creating impactful solutions to some of the most critical issues we face as a global community“). Die Organisation gestaltet Klima-Streiks, fördert umweltschutzzentrierte Politik und ermutigt individuelle Aktivitäten durch ein Voting-System. Martinez hat an Projekten gearbeitet, um die Verbreitung von Kohleasche zu vermindern, Pestizide in Parks zu entschärfen und Fracking in seinem Heimatstaat zu verbieten.

### Gerichtsprozesse im Kampf gegen den Klimawandel
2015 strengten Martinez und 21 andere Jugendliche einen Prozess gegen die US-Regierung an: Juliana et al. v. United States et al. Sie argumentieren, dass die Bundesregierung ihre verfassungsmäßig begründeten Rechte auf Leben, Freiheit und Besitz verletzt, indem sie den Klimawandel ignoriert. Die Kläger bezogen sogar Mitglieder der Ölindustrie als Verteidiger in den Prozess mit ein, diese Unterstützer wurden jedoch bereits in den Vorbereitungen des Prozesses wieder entfernt. Die Kläger waren zur Zeit der Klage im Alter zwischen neun und zwanzig Jahren, zehn der Jugendlichen haben entweder Schwarze oder Indianer als Vorfahren. Der Prozess wurde noch unter Präsident Barack Obama anhängig, 2017 tauschten die Kläger jedoch seinen Namen gegen den Namen seines Nachfolgers.
2018 strengte Martinez zusammen mit dreizehn anderen Jugendlichen einen weiteren Prozess an, diesmal gegen die Staatsregierung des Bundesstaats Washington. Er ist der führende Kläger im Prozess Martinez v. Colorado Oil and Gas Conservation Commission. Dieser Prozess wurde jedoch vom Obersten Richter des King County, Superior Court Judge Michael Scott, abgewiesen.
Im Dezember 2018 benannte das Internetmedium Remezcla Martinez in der Liste der „30 Latinxs Who Made an Impact in Their Communities in 2018“.

### Politische Einstellung

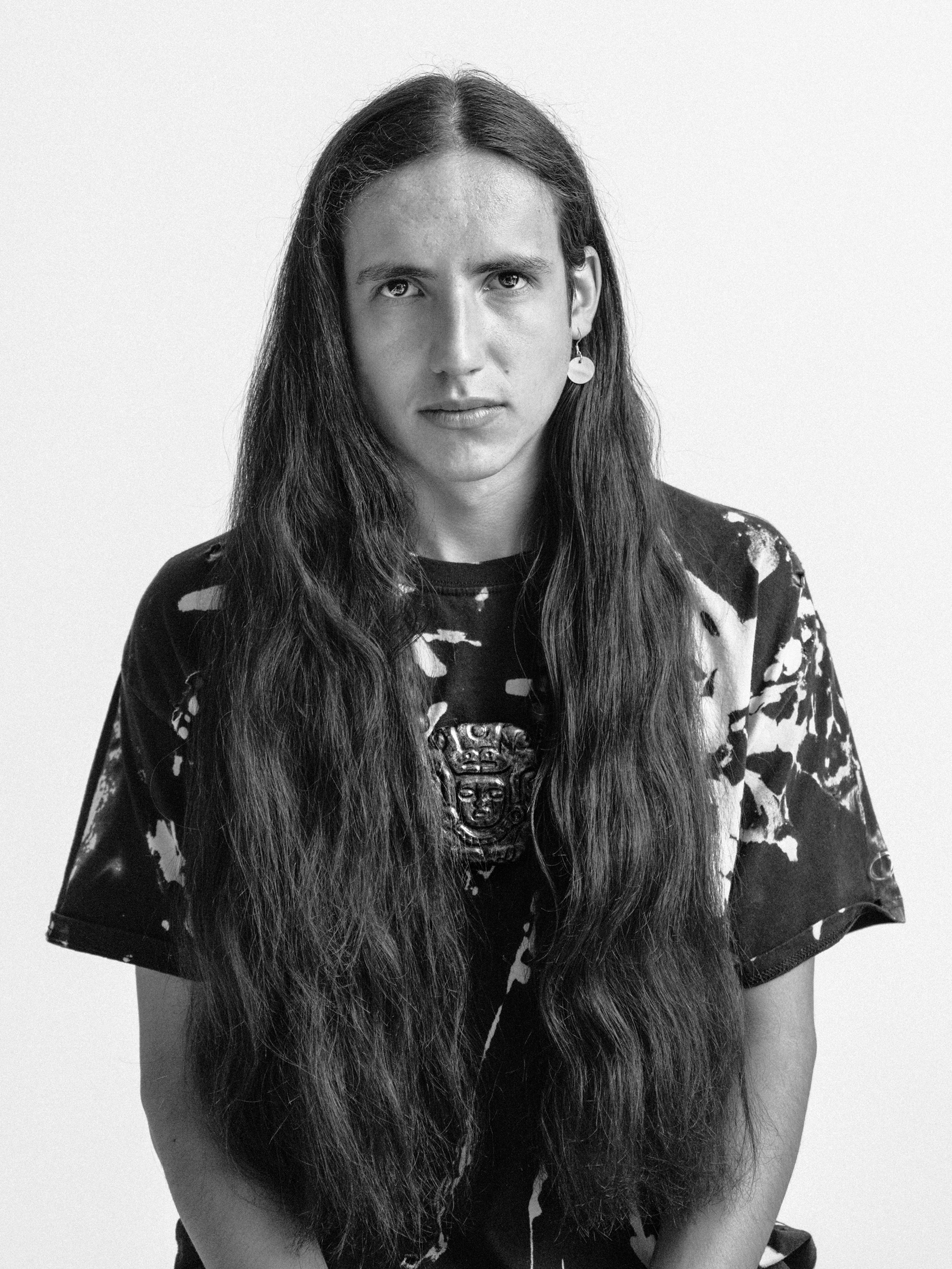
Xiuhtezcatl Martinez, 2019

Im April 2019 unterstützte Martinez mit einem Op-Ed in der Teen Vogue Bernie Sanders im Präsidentschaftswahlkampf. Er schrieb: „Ich glaube, Bernie Sanders steht hinter uns, was den Klimawandel angeht“ ("I believe Bernie Sanders has our back on climate change"). Im Dezember 2018 hatte er ein Gespräch mit Sanders in einem Town Hall Event unter dem Titel „Solving the Climate Crisis“.

## Musikkarriere
Martinez bildet mit seinem Bruder und seiner Schwester die Band Earth Guardians, die auf allen Streaming-Plattformen veröffentlicht. Ihr erstes Album, Generation Ryse, wurde im August 2014 veröffentlicht. Es enthält die Öko-Hip-Hop-Tracks "What the Frack" und "Speak for the Trees". Durch diese Songs wurden spezifische Umweltprobleme in Colorado sowie dem Rest der USA angesprochen.
Sein erstes Solo-Album, "Break Free", veröffentlichte Martinez im Frühling 2018. Darauf sind Songs wie "Sage Up" und "Young" enthalten. Er arbeitete auch mit Künstlern wie Nakho, Shailene Woodley und Tru zusammen.

## Auszeichnungen
- 2013: Auszeichnung mit dem U.S. Volunteer Service Award durch Präsident Barack Obama.[22]
- 2017 Aufnahme in die Liste „25 under 25“ mit jungen Menschen, die die Welt verändern könnten des Magazins Rolling Stone.[23]
- 2018 Generation Change Award bei den MTV Europe Music Awards.[24]
- 2019: Senckenberg-Preis für Natur-Engagement[25]

## Veröffentlichungen
- Imaginary Borders (Penguin Workshop Pocket Change Collective 2020)
- We Rise: The Earth Guardians Guide to Building a Movement That Restores the Planet (Rodale Books 2017)